# کیت ساوترن
کیت ساوترن (انگلیسی: Keith Southern؛ زادهٔ ۲۴ آوریل ۱۹۸۱) یک بازیکن فوتبال اهل بریتانیا است.